# 华萝藦
华萝藦（学名：Metaplexis hemsleyana）为夹竹桃科萝藦属的植物，是中国的特有植物。分布在中国大陆的广西、四川、湖北、江西、云南、陕西、贵州等地，生长于海拔300米至2,000米的地区，多生长于山地林谷、路旁及山脚湿润地灌木丛中，目前尚未由人工引种栽培。

## 别名
萝藦藤（广西）；奶浆藤（四川、贵州）；奶浆草（四川）；倒插花（贵州）